# Atletik under sommer-OL 2020 - stangspring (damer)
Kvindernes stangspring ved sommer-OL 2020 i Tokyo afholdes på Japans nationalstadion den 2. og 5. august. 31 deltagere deltog.

## Tidsplan
Alle tider er japansk standard tid (UTC+9)
Kvindernes stangspring foregik over to separate dage.
| Dato                   | Tid   | Runde         |
| ---------------------- | ----- | ------------- |
| Mandag 2. august 2021  | 19:00 | Kvalifikation |
| Tirsdag 5. august 2021 | 19:00 | Finale        |

## Resultater

### Kvalifikation
Kvalifikationsregler: Atleter, der klarede det direkte kvalifikationskrav på 4,70 m (Q) eller som minimum var blandt de tolv bedste (q), gik videre til finalen.
| Plass | Gruppe | Utøver                 | Nasjon                    | 4,25 | 4,40 | 4,55 | Resultat | Kommentar |
| ----- | ------ | ---------------------- | ------------------------- | ---- | ---- | ---- | -------- | --------- |
| 1     | B      | Holly Bradshaw         | Storbritannien            | —    | —    | o    | 4,55     | q         |
| 1     | A      | Nikoleta Kyriakopoulou | Grækenland                | o    | o    | o    | 4,55     | q         |
| 1     | A      | Katie Nageotte         | USA                       | —    | —    | o    | 4,55     | q         |
| 1     | B      | Anicka Newell          | Canada                    | —    | o    | o    | 4,55     | q         |
| 1     | A      | Robeilys Peinado       | Venezuela                 | —    | o    | o    | 4,55     | q         |
| 1     | B      | Anzhelika Sidorova     | Ruslands Olympiske Komité | —    | —    | o    | 4,55     | q         |
| 1     | A      | Tina Šutej             | Slovenien                 | o    | o    | o    | 4,55     | q         |
| 8     | A      | Wilma Murto            | Finland                   | o    | o    | xo   | 4,55     | q         |
| 8     | B      | Yarisley Silva         | Cuba                      | —    | o    | xo   | 4,55     | q         |
| 8     | B      | Katerina Stefanidi     | Grækenland                | —    | —    | xo   | 4,55     | q         |
| 8     | A      | Iryna Zhuk             | Hviderusland              | —    | o    | xo   | 4,55     | q         |
| 12    | A      | Angelica Bengtsson     | Sverige                   | o    | xo   | xo   | 4,55     | q         |
| 13    | B      | Morgann LeLeux         | USA                       | —    | o    | xxo  | 4,55     | q         |
| 13    | B      | Xu Huiqin              | Kina                      | —    | o    | xxo  | 4,55     | q         |
| 15    | A      | Maryna Kylypko         | Ukraine                   | o    | xo   | xxo  | 4,55     | q         |
| 16    | B      | Michaela Meijer        | Sverige                   | o    | o    | xxx  | 4,40     |           |
| 16    | A      | Sandi Morris           | USA                       | —    | o    | xxx  | 4,40     |           |
| 18    | A      | Elisa Molinarolo       | Italien                   | xo   | o    | xxx  | 4,40     |           |
| 19    | A      | Eleni-Klaoudia Polak   | Grækenland                | xxo  | o    | xxx  | 4,40     |           |
| 20    | B      | Angelica Moser         | Schweiz                   | —    | xo   | xxx  | 4,40     |           |
| 21    | B      | Yana Hladiychuk        | Ukraine                   | xxo  | xo   | xxx  | 4,40     |           |
| 22    | A      | Nina Kennedy           | Australien                | —    | xxo  | xxx  | 4,40     |           |
| 23    | B      | Romana Maláčová        | Tjekkiet                  | xo   | xxo  | xxx  | 4,40     |           |
| 24    | B      | Roberta Bruni          | Italien                   | o    | xxx  |      | 4,25     |           |
| 24    | A      | Andrina Hodel          | Schweiz                   | o    | xxx  |      | 4,25     |           |
| 24    | B      | Liz Parnov             | Australien                | o    | xxx  |      | 4,25     |           |
| 27    | B      | Fanny Smets            | Belgien                   | xo   | xxx  |      | 4,25     |           |
| 27    | B      | Lene Retzius           | Norge                     | xo   | xxx  |      | 4,25     |           |
| —     | A      | Li Ling                | Kina                      | —    | —    | xxx  | NM       |           |
| —     | B      | Elina Lampela          | Finland                   | xxx  |      |      | NM       |           |
| —     | A      | Alysha Newman          | Canada                    | xxx  |      |      | NM       |           |

### Finale
Resultatene er som følger:
| Nr.                              | Udøvere                | Nation                    | 4,50 | 4,70 | 4,80 | 4,85 | 4,90 | 4,95 | 5,01 | Resultat | Kommentar |
| -------------------------------- | ---------------------- | ------------------------- | ---- | ---- | ---- | ---- | ---- | ---- | ---- | -------- | --------- |
| 1                                | Katie Nageotte         | USA                       | xxo  | xo   | o    | o    | xo   | —    | x    | 4,90     |           |
| 2. plads, sølvmedaljemodtager(e) | Anzhelika Sidorova     | Ruslands Olympiske Komité | o    | o    | o    | o    | xx–  | x    |      | 4,85     |           |
| 3                                | Holly Bradshaw         | Storbritannien            | o    | xo   | xo   | o    | xxx  |      |      | 4,85     |           |
| 4                                | Katerina Stefanidi     | Grækenland                | xxo  | xxo  | xo   | x–   | xx   |      |      | 4,80     | =SB       |
| 5                                | Maryna Kylypko         | Ukraine                   | o    | xxx  |      |      |      |      |      | 4,50     |           |
| 5                                | Tina Šutej             | Slovenien                 | o    | xxx  |      |      |      |      |      | 4,50     |           |
| 5                                | Wilma Murto            | Finland                   | o    | xxx  |      |      |      |      |      | 4,50     |           |
| 8                                | Yarisley Silva         | Cuba                      | xo   | xxx  |      |      |      |      |      | 4,50     |           |
| 8                                | Xu Huiqin              | Kina                      | xo   | xxx  |      |      |      |      |      | 4,50     |           |
| 8                                | Nikoleta Kyriakopoulou | Grækenland                | xo   | xxx  |      |      |      |      |      | 4,50     |           |
| 8                                | Robeilys Peinado       | Venezuela                 | xo   | xxx  |      |      |      |      |      | 4,50     |           |
| 8                                | Iryna Zhuk             | Hviderusland              | xo   | xxx  |      |      |      |      |      | 4,50     |           |
| 13                               | Angelica Bengtsson     | Sverige                   | xxo  | xxx  |      |      |      |      |      | 4,50     |           |
| —                                | Morgann LeLeux         | USA                       | xxx  |      |      |      |      |      |      |          | NM        |
| —                                | Anicka Newell          | Canada                    | xxx  |      |      |      |      |      |      |          | NM        |